# Alékos Apostolídis
Alékos Apostolídis (en grec moderne : Αλέκος Αποστολίδης), mort le 12 juin 1979, est un ancien joueur grec de basket-ball.

## Palmarès
- 3e du championnat d'Europe 1949